# Jim Splaine
James Raymond Splaine (sinh ngày 7 tháng 8 năm 1947) là một chính khách và doanh nhân người Mỹ, từng phục vụ trong Hạ viện New Hampshire và Thượng viện Bang New Hampshire với tư cách là thành viên của Đảng Dân chủ.
Sinh ra ở Portsmouth, New Hampshire, Splaine nhận bằng cử nhân về khoa học chính trị và giáo dục tại Đại học New Hampshire. Ông phục vụ trong Hội đồng thành phố Portsmouth và là phó thị trưởng của Portsmouth. Ông cũng phục vụ trong Hội đồng Trường Portsmouth và là một đảng viên Đảng Dân chủ. Splaine phục vụ tại Thượng viện từ năm 1979 đến 1985, và tại Hạ viện từ 1969 đến 1971, 1973 đến 1978, 1994 đến 1996 và 1999 đến 2011.
Trong sự nghiệp chính trị của mình, Splaine công khai là người đồng tính. Ông là một trong những nhà tài trợ cho dự luật hợp pháp hóa hôn nhân đồng giới ở New Hampshire vào năm 2009.